# Martin Crewes
Martin Crewes (* 1968 in Barnet, London) ist ein australischer Schauspieler.

## Leben und Karriere
Martin Crewes wurde im Londoner Stadtteil Barnet geboren. Sein Vater, der in Neuseeland geboren wurde, sowie seine Mutter sind ebenfalls Schauspieler und haben bereits in vielen Theaterstücken in Großbritannien und Australien mitgewirkt. Im Alter von zehn Jahren zog er mit seinen Eltern nach Australien. Dort besuchte er die Western Australian Academy of Performing Arts in Perth, welche er 1990 mit einem Bachelor of Arts im Fach Musicals abschloss. Nach seinem Abschluss erhielt er Rollen als Lt Joe Cable in South Pacific, Marius in Les Misérables, Claud in Hair und Chino in West Side Story. Weitere Musicalauftritte hatte er in Joseph and the Amazing Technicolor Dreamcoat, Der Zauberer von Oz und in Aspects of Love.
Seine erste Fernsehrolle hatte Crewes 1992 in drei Folgen der preisgekrönten australischen Soap Nachbarn als Dennis Parsons. 1993 erhielt er einen Gastauftritt in der sechsten Folge der Auftaktstaffel der Sitcom Newlyweds - Die Jungvermählten. Ein Jahr später kehrte er in acht Folgen zu Nachbarn zurück, spielte dabei aber die Rolle des Chip Kelly. Seine nächste Rolle spielte er von 1998 bis 2000 in der britischen Dramaserie Dream Team. Zwischenzeitlich hatte er auch einen Gastauftritt in Bad Girls. 2002 gab er sein Filmdebüt in der Rolle des Chad Kaplan im Sci-Fi-Action-Horrorfilm Resident Evil. Es folgten eine Hauptrolle im Fernsehfilm Die Kreuzritter 9 – Die heilige Rita (2004) und eine Rolle als Butler im Action-Streifen D.O.A. – Dead or Alive (2006). Von September 2004 bis Juli 2005 kehrte er in der West-End-Produktion The Woman in White in der Rolle des Walter Hartright zum Theater zurück. 2008 hatte er einen kurzen Gastauftritt in der Serie Casualty. 2011 hatte er eine wiederkehrende Nebenrolle in der australischen Dramedy-Fernsehserie Crownies inne.

## Filmografie (Auswahl)
- 1992–1994: Nachbarn (Neighbours, Fernsehserie, 11 Folgen)
- 1993: Newlyweds – Die Jungvermählten (Newlyweds, Fernsehserie, Folge 1x06)
- 1998–2000: Dream Team (Fernsehserie, 116 Folgen)
- 2001: Bad Girls (Fernsehserie, eine Folge)
- 2002: Resident Evil
- 2004: Die Kreuzritter 9 – Die heilige Rita (Rita da Cascia, Fernsehfilm)
- 2006: D.O.A. – Dead or Alive (DOA: Dead or Alive)
- 2008: Casualty (Fernsehserie, Folge 22x39)
- 2011: Crownies (Fernsehserie, 7 Folgen)